# Wilhelm Ballot

Wilhelm Ballot (vor 1884)

Friedrich Wilhelm Ballot (* 25. März 1811 in Berlin; † 4. Juli 1884 ebenda) war ein deutscher Turnpädagoge.

## Leben und Wirken
Er war der Sohn des Posamentiermeisters Carl Ludwig Ballot aus Berlin. Ab 1819 war er Schüler von Ernst Wilhelm Bernhard Eiselen in der neueröffneten Berliner Turnanstalt und unterrichtete dort bereits seit 1830. Von 1834 bis 1836 absolvierte er eine offizielle Ausbildung zum Turn- und Fechtlehrer und blieb danach noch bis 1838 als Lehrer an der École de Charité. Danach ging er nach Ungarn als Privatlehrer für die Söhne eines adligen Kammerherren. 1844 kehrte er nach Berlin in die Turnanstalt von Eiselen zurück. 1846 wechselte er zum neuen Turnplatz nach Moabit, dessen Leiter er wurde. Nach Eiselens Tod übernahm er auch die Leitung dessen Anstalt. 1875 wurden beide Anstalten geschlossen.
1847 war er Mitarbeiter der zweiten Auflage von Friedrich Ludwig Jahns Deutscher Turnkunst.
Ballot erteilte auch mehreren Söhnen des preußischen Königs Turnunterricht und starb nach einem Schlagunfall während einer Turnstunde.